# 中国民主建国会重庆市委员会
中国民主建国会重庆市委员会，简称民建重庆市委、重庆民建，是中国民主建国会在重庆市的地方组织。